# アンリ・ベルンスタン
アンリ・レオン・ギュスターヴ・シャルル・ベルンスタン（フランス語:Henry Léon Gustave Charles Bernstein、1876年6月20日 - 1953年11月27日）は、フランス、パリ出身の劇作家。
ユダヤ人銀行家の父の元に生まれ、処女作『市場（Le Marché）』を同国出身の演出家アンドレ・アントワーヌに送り、腕が認められ1900年に自由劇場で初演された。その後はブールバール劇場の中心的存在となり『渇望（La Soif）』などの原作を手がけ、同国出身の劇作家アンリ・バタイユの好敵手としてバタイユと人気を二分した。

## 主な作品
初期の作品は金銭問題を巡り、本能的に行動する人物が特徴的であったが、1913年に初演された戯曲『秘密 (ベルンスタン)』では心理的な内面描写が佳作と評価されている。第一次世界大戦後は『秘密』に代表されるように、心理的な描写を戯曲に取り入れた作風で知られるようになった。
- 1900年、『市場（Le Marché）』 - 訳によっては『取引』など。
- 1902年、『まわり道（Le Détour）』
- 1902年、『Joujou』
- 1904年、『Le Bercail』
- 1905年、『La Rafale』
- 1906年、『La Griffe』
- 1906年、『Le Voleur』
- 1907年、『Samson』
- 1908年、『Israël』
- 1911年、『Après moi』
- 1912年、『L'Assaut』
- 1913年、『秘密 (ベルンスタン)（フランス語版）』
- 1922年、『Judith』
- 1924年、『La Galerie des glaces』
- 1926年、『フェリックス（Félix）』
- 1929年、『メロ (ベルンスタン)（フランス語版）』
- 1933年、『Le Bonheur』
- 1936年、『Le Cœur』
- 1939年、『Elvire』
- 1950年、『Victor』
- 1952年、『Evangéline de Henri Bernstein』
- 1955年、『Espoir de Henri Bernstein』